# Calchaquí (Santa Fe)
Calchaquí is een plaats in het Argentijnse bestuurlijke gebied Vera (departement) in de provincie Santa Fe. De plaats telt 10.221 inwoners.

## Geboren

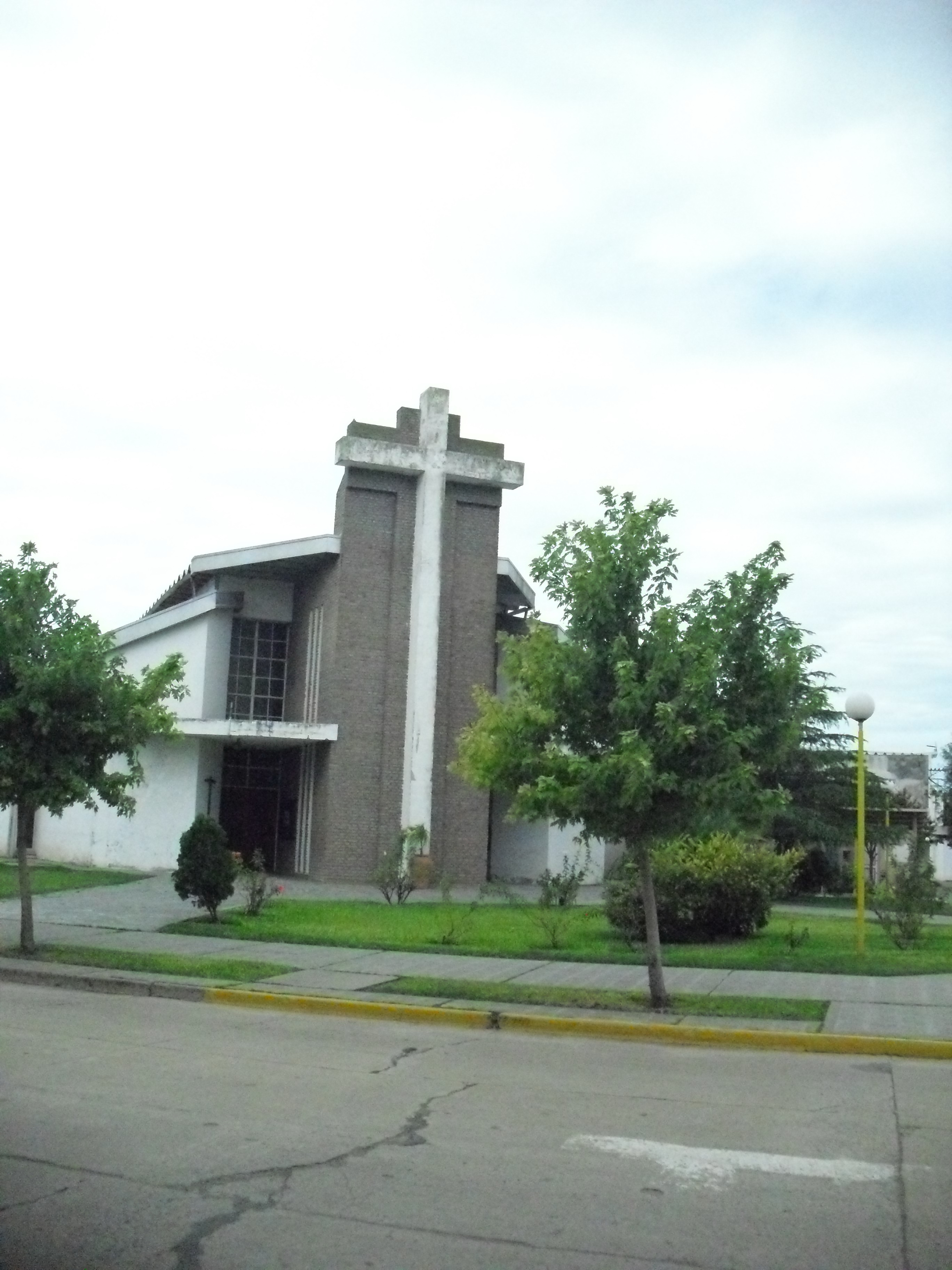
Parochie San Luis Gonzaga in Calchaquí

- Alexis Ferrero (1979), voetballer